# Esteríbar
Esteríbar (en euskera y oficialmente: Esteribar), más comúnmente Valle de Esteríbar, es un valle y municipio español de la Comunidad Foral de Navarra, situado en la Merindad de Sangüesa, en la comarca de Auñamendi y a 20 km de la capital de la comunidad, Pamplona. Su población en 2017 es de 2629 habitantes (INE).
Su gentilicio es esteribartarra, tanto en masculino como en femenino.

## Toponimia
Antes de imponerse la forma Esteríbar, el valle se llamó Ezteribar, Azteribar y Esteribar.
Por un lado se identifica claramente que el segundo elemento del nombre es ibar, que significa valle en lengua vasca. Sobre este punto existe unanimidad entre los estudiosos, ya que Esteríbar es precisamente un valle y además está ubicado en la zona vascófona de Navarra, lo que no deja dudas al respecto. Sin embargo no está claro el significado del primer elemento del nombre ester o ezter. Existen numerosas teorías al respecto que son mencionadas por Mikel Belasko en su libro Diccionario Etimológico de Localidades de Navarra.
Julio Altadill creía que el nombre del valle se relacionaba con la palabra vasca eztarri que significa garganta y creía por tanto que Esteribar (eztarribar) significaba algo así como valle estrecho o valle de la garganta. Está hipótesis entraría en consonancia con la del vascofrancés Jean-Baptiste Orpustan para el que los topónimos bajonavarros de Esterenzubi y Esterengibel deben traducirse respectivamente como puente de las gargantas y detrás de las gargantas confiriendo el mismo significado que Altadill a la palabra ester o ezter.
Julio Caro Baroja además de mencionar la hipótesis de Altadill propuso otras dos hipótesis para explicar el nombre del valle. Por un lado sostenía que Esteríbar podría derivarse de ehiztari, cazador en lengua vasca, por lo que Esteribar (ehiztaribar) sería el valle de los cazadores, proviniendo el nombre del valle de la actividad económica de parte de la población del mismo. Para justificar esta hipótesis cita a José Yanguas y Miranda, quien en una de sus obras comentaba que a los pecheros de Esteríbar se les llamaba cazadores. Esteríbar era conocido como Valle de los Cazadores en la Edad Media; este nombre le venía dado por los privilegios de caza que tenían y por las piezas de caza que pagaban como tributo
Como hipótesis alternativa Baroja también comenta la posibilidad de que el nombre pudiera provenir del latín, por ejemplo de Val Dexter (valle de la Derecha), que se hubiera transformado en D'exter ibar. Por último cabe citar la posibilidad de que el nombre del valle sea un antropónimo, relacionado con un nombre propio. En Navarra abundan topónimos relacionados con nombres propios, que generalmente suelen venir acompañados por sufijos del tipo -iz, -oz, -ain o -ano, y que generalmente se remontan a la época del Imperio romano. El hecho de que uno de los nombres antiguos del valle fuera Azteribar y que exista precisamente un despoblado en Esteríbar llamado Azterain, que sigue el patrón típico de los antropónimos navarros, sugieren la posibilidad de que el nombre del valle no signifique más que valle de Azter, siendo este el propietario que tuvo una vez el valle. A pesar de estar situado en la zona norte y boscosa de Navarra el valle conoció una importante romanización, ya que la calzada romana Burdeos-Astorga atravesaba el valle.

## Geografía
El municipio de Esteríbar tiene una forma estrecha y alargada y sigue el curso del río Arga, cuyo valle ocupa.
Limita al norte con el valle de Baztán.

### Carreteras
Los ejes de las comunicaciones de Esteríbar son las carreteras nacionales N-135 y NA-138. La N-135 une Pamplona con la frontera francesa (por Roncesvalles y Valcarlos). Esta carretera atraviesa el valle Esteríbar desde el sur hasta la capital, Zubiri, pasando a través del puerto de Erro al vecino valle de Erro. La carretera N-135 no llega hasta el centro de Pamplona sino que termina en la PA-30 o Ronda de Pamplona (circunvalación de la capital navarra). La Ronda de Pamplona llega a entrar en Esteríbar.

### Localidades
Esteríbar es un valle que estuvo formado por 31 pueblos o lugares; el nomenclátor de 1981 incluía 28 núcleos de población, una cifra que se mantiene en el nomenclátor de 2021. Hasta 1990, 27 de estos lugares tenían la consideración de concejos, con las competencias características del derecho navarro. En ese año, nueve de ellos quedaron extinguidos como concejos por aplicación de lo previsto en la Ley Foral 6/1990, que exigía para el mantenimiento de un concejo que su población superase a los 15 vecinos y contase tres unidades familiares. Posteriormente otros 18 concejos se han extinguido a petición de la mayoría de los vecinos o de las dos terceras partes de estos, aplicando la posibilidad que, en ese sentido, establece la citada Ley Foral 6/1990.
La capital y principal población del valle es Zubiri, situada aproximadamente en su centro geográfico. Las otras poblaciones más importantes son Eugui, en la parte más alta del valle; Urdániz y Larrasoaña, unos pocos kilómetros valle abajo de Zubiri y en la parte central del valle. Larrasoaña era hasta el siglo XX una villa independiente del resto del valle.
En los últimos años, en la zona más próxima a Pamplona y limitando con Huarte, Olloqui ha sufrido una fuerte urbanización, convirtiéndose ya con el censo de 2010 en el pueblo más habitado del valle con 488 habitantes, con numerosos chalés y adosados. El padrón del 2021 contabiliza 1101 habitantes.
| Concejos                   | Población | Lugares habitados      | Población | Despoblados             |
| -------------------------- | --------- | ---------------------- | --------- | ----------------------- |
| Anchóriz (Antxoritz)       | 34        | Agorreta               | 22        | Belzunegui (Beltzunegi) |
| Eugui (Eugi)               | 388       | Aquerreta (Akerreta)   | 8         | Idoyeta (Idoieta)       |
| Imbuluzqueta (Inbuluzketa) | 37        | Arleta                 | 7         | Zay (Zai)               |
| Iragui (Iragi)             | 21        | Errea                  | 11        |                         |
| Larrasoaña                 | 138       | Ezquíroz (Ezkirotz)    | 16        |                         |
| Saigós (Saigots)           | 83        | Guenduláin (Gendulain) | 10        |                         |
| Sarasíbar (Sarasibar)      | 27        | Idoy (Idoi)            | 27        |                         |
| Urdániz (Urdaitz/Urdaniz)  | 94        | Ilárraz (Ilarratz)     | 21        |                         |
| Zabaldica (Zabaldika)      | 27        | Ilúrdoz (Ilurdotz)     | 52        |                         |
| Zubiri                     | 410       | Iroz (Irotz)           | 20        |                         |
|                            |           | Irure                  | 8         |                         |
|                            |           | Leránoz (Leranotz)     | 13        |                         |
|                            |           | Olloqui (Olloki)       | 488       |                         |
|                            |           | Ostériz (Osteritz)     | 15        |                         |
|                            |           | Setoáin (Setoain)      | 6         |                         |
|                            |           | Urtasun                | 40        |                         |
|                            |           | Usechi (Usetxi)        | 12        |                         |
|                            |           | Zuriáin (Zuriain)      | 33        |                         |

## Historia
Esteríbar ha sido tradicionalmente zona de paso. El camino más sencillo para atravesar los Pirineos (o al menos uno de los más transitados durante siglos) remontaba desde la Cuenca de Pamplona Esteríbar siguiendo el curso del Arga para saltar de ahí al vecino valle de Erro y a través del collado de Ibañeta atravesar los Pirineos. Se cree que la mayor parte de las grandes migraciones e invasiones que han afectado a la península ibérica durante su historia, procedentes del otro lado de los Pirineos, pudieron llegar a través de esta ruta, atravesando Esteríbar, por ejemplo los celtas que llegaron a la Península varios siglos a. C. Posteriormente los romanos ocuparon estas tierras y construyeron una calzada que atravesaba Esteríbar y que formaba parte de la ruta Astorga–Burdeos.
Esteríbar fue vía de penetración de las invasiones germánicas que dieron al traste con el Imperio romano y posteriormente fue también la vía utilizada por los árabes en su intento de invasión de Francia. En la Edad Media esa ruta que atravesaba el valle, heredera de la calzada romana, se convierte en parte del Camino de Santiago, ruta de peregrinación y de intercambio cultural intereuropeo. El siglo XII es el de máximo apogeo del camino, y en Esteríbar se construyen varios albergues y hospitales para los peregrinos. El Camino de Santiago constituía la artería de comunicaciones de la mitad meridional del valle.
La primera mención escrita sobre el valle de Esteríbar está documentada en el año 1066 con motivo de la donación a la abadía de Leyre del monasterio de San Agustín de Larrasoaña. Durante la Edad Media, Esteríbar era conocido como el valle de los cazadores. Sus habitantes vivían de la caza, de la agricultura, de la ganadería y de la explotación forestal. Aunque la mayor parte de los habitantes del valle eran pecheros, que debían pagar tributos al rey o a la Real Colegiata de Santa María de Roncesvalles, en algunos pueblos del valle había hidalgos nobles, habiendo quedado como testimonio de su presencia algunos palacios y casas solariegas que se conservan en el valle.
Durante la Edad Moderna el valle estaba regido por el diputado del Valle de Esteríbar, que era elegido por los regidores de cada uno de los pueblos que lo componían. Estos regidores, a su vez, eran nombrados por turnos entre las casas que componían cada pueblo o lugar. La capital del valle se encontraba en las Ventas de Aquerreta, un paraje perteneciente al pueblo de Aquerreta donde se ubicaba la casa consistorial.
Con las reformas administrativas del siglo XIX, el valle en su conjunto, se asimiló a la condición de municipio y sus lugares se convirtieron en concejos, aunque con el tiempo la mayor parte de ellos se han ido extinguiendo como tales y en la actualidad solo 11 pueblos del municipio mantienen esta condición. Zubiri, situada en una posición central del valle y reforzada por la instalación en sus inmediaciones en los años 1940 de una importante fábrica, se convertiría en la población más importante y en la capital del valle.
Una historia administrativa independiente es la que ha tenido el pueblo de Larrasoaña, que aunque situada en el corazón del valle, no pertenecía administrativamente al mismo hasta el siglo XX. Larrasoaña fue una población caminera ligada a la Ruta Jacobea que surgió probablemente en el siglo X en torno al monasterio de San Agustín de Larrasoáin. En el siglo XII el rey Sancho VI el Sabio concedió a los francos que se habían asentado en Larrasoaña el fuero de Pamplona denominándose a la población Hiriberri ('villanueva' en español) y en 1212 aparece Larrasoaña mencionada ya como buena villa. Durante siglos la historia de Larrasoaña ha corrido paralela a la del valle. En el siglo XIX Larrasoaña se transformó en municipio y finalmente en 1928 Larrasoaña se unió al municipio de Esteríbar. Larrasoaña es el pueblo del valle que cuenta con un patrimonio monumental más rico.
La otra población más importante del valle, Eugui, ha tenido una historia azarosa. Destacan como hitos más importantes el hecho de que aquí se radicara a partir de 1535 la Real Fábrica de Municiones (conocida como Fábrica de Olaberri), que se mantuvo activa hasta el siglo XVIII. En 1930 se descubrió cerca de las ruinas de esta fábrica un yacimiento de magnesita considerado como uno de los más importantes de Europa, cuya explotación cambió a partir de 1945 radicalmente el paisaje de esta parte del valle. El otro elemento que cambió radicalmente la imagen de esta parte del valle fue la construcción en 1970 del embalse de Eugui, que se encarga de suministrar agua potable a Pamplona.

## Economía
La principal empresa del valle y la más emblemática es Magnesitas Navarras S.A. (MAGNA). En 1930 se descubrió en las cercanías de Eugui un importante yacimiento de magnesita. En 1945 se constituyó la empresa Magnesitas Navarras para explotar ese yacimiento. MAGNA cuenta con una explotación minera a cielo abierto en Eugui, mientras que las oficinas de la empresa y la instalaciones de concentración y calcinación se encuentran en las inmediaciones de Zubiri. La empresa posee actualmente algo más de 150 trabajadores en plantilla en sus plantas de Esteríbar. Este yacimiento es conocido también internacionalmente por la calidad de los ejemplares de dolomita encontrados en él, considerados los mejores del mundo.
La Farmacéutica CINFA, instaló en 2008 su nueva factoría en Olloqui, en el polígono industrial de Ollokilanda. CINFA, laboratorio de capital cien por cien español, es el primero en volumen de unidades de medicamentos dispensadas en las oficinas de farmacia españolas, por delante de otras empresas multinacionales, según la Consultora independiente IMS Health. CINFA está reconocida como la segunda empresa en el ranking de ventas de medicamentos genéricos en España (Informe 2010 Observatorio del Medicamento de la Federación Empresarial de Farmacéuticos Españoles-FEFE). En la actualidad la empresa CINFA cuenta con un total de 900 trabajadores.

## Demografía
Esteríbar cuenta con una población de 2877 habitantes (INE 2024).
| Gráfica de evolución demográfica de Esteríbar entre 1842 y 2021 |
| |
| Población de derecho según los censos de población del INE Población de hecho según los censos de población del INEEntre el censo de 1930 y el anterior, crece el término del municipio porque incorpora a 31504 (Larrasoaña) Entre el censo de 1957 y el anterior, crece el término del municipio porque incorpora a 315056 (Irure) |

### Comunicaciones
| Eskualdeko Hiri Garraioa/Transporte Urbano Comarcal |       |        |
| Inicio                                              | Línea | Fin    |
| Kordobila/Cordovilla                                | 23    | Olloki |
| Taxi Iruñerria                                      |       |        |
| Zona                                                | B     | B      |
| Estaciones                                          |       |        |

## Administración y política
| Partido político | Partido político                          | 2015  | 2015       | 2011  | 2011       | 2007  | 2007       | 2003  | 2003       | 1999  | 1999       | 1995  | 1995       |
| Partido político | Partido político                          | %     | Concejales | %     | Concejales | %     | Concejales | %     | Concejales | %     | Concejales | %     | Concejales |
|                  | Euskal Herria Bildu (EH Bildu)-Bildu      | 26,62 | 4          | 20,47 | 2          | —     | —          | —     | —          | —     | —          | —     | —          |
|                  | Independientes de Esteríbar (IE)          | 24,97 | 3          | 16,11 | 2          | 34,46 | 3          | 71,64 | 9          | 47,06 | 5          | 39,87 | 4          |
|                  | Nafarroa Bai (NaBai)- Geroa Bai (GBai)    | 16,78 | 2          | 9,18  | 1          | 42,07 | 4          | —     | —          | —     | —          | —     | —          |
|                  | Ireki                                     | 19,33 | 2          | —     | —          | —     | —          | —     | —          | —     | —          | —     | —          |
|                  | Partido Popular (PP)                      | 6,05  | 0          | 7,07  | 1          | —     | —          | —     | —          | —     | —          | —     | —          |
|                  | Partido Socialista de Navarra (PSN-PSOE)  | 3,65  | 0          | —     | —          | —     | —          | —     | —          | —     | —          | —     | —          |
|                  | Agrupación de Electores de Aldaketa (EAA) | —     | —          | 29,11 | 3          | —     | —          | —     | —          | —     | —          | —     | —          |
|                  | Agrupación Electoral por Esteribar (AEE)  | —     | —          | 15,56 | 2          | 18,07 | 2          | —     | —          | —     | —          | —     | —          |
|                  | Euskal Herritarrok (EH)                   | —     | —          | —     | —          | —     | —          | —     | —          | 27,06 | 2          | —     | —          |
|                  | Unidad Independiente de Esteribar (UI-E)  | —     | —          | —     | —          | —     | —          | —     | —          | 22,92 | 2          | —     | —          |
|                  | Unión Independiente de Esteribar (UIE)    | —     | —          | —     | —          | —     | —          | —     | —          | —     | —          | 26,05 | 3          |
|                  | Unidad Popular de Esteribar (UPE)         | —     | —          | —     | —          | —     | —          | —     | —          | —     | —          | 23,05 | 2          |
|                  | Eusko Alkartasuna (EA)                    | —     | —          | —     | —          | —     | —          | —     | —          | —     | —          | 7,35  | 0          |

## Cultura

### Patrimonio
La mayor parte de los monumentos de Esteríbar están ligados al Camino de Santiago, que transitaba por la mitad meridional del valle y atravesaba los pueblos de Zubiri, Larrasoaña, Zuriáin, Iroz y Zabaldica.
- Puente de la Rabia: puente de estilo románico (siglo XII) sobre el río Arga que da nombre al pueblo de Zubiri (que significa pueblo de puente en euskera). Su nombre se debe a una leyenda.
- Puente de los bandidos de Larrasoaña: puente medieval vinculado al Camino de Santiago.
- Antiguo Hospital de Larrasoaña: actualmente es una vivienda particular. Es un edificio medieval de planta rectangular y con cuatro contrafuertes en una de sus fachadas más largas. Fue un hospital de peregrinos que dependió de la Colegiata de Roncesvalles y también se utilizó como granero.
- Ruinas de la Real Fábrica de Municiones: situada en la localidad de Eugui, estuvo activa de 1766 a 1794, año en que fue destruida por los franceses.[20]

### Idioma
Esteríbar es un valle bilingüe. Aunque pertenece legalmente a la Zona vascófona de Navarra el idioma utilizado más habitualmente en la actualidad, sobre todo en los pueblos de la parte inferior del valle es el castellano. En la primera mitad del siglo XIX Esteríbar era considerado todavía un valle enteramente vascófono, pero la lengua vasca sufrió una fuerte regresión a partir de entonces. Ya en la primera mitad del siglo XX había dejado de hablarse en varios pueblos de la zona meridional del valle y en la segunda mitad del siglo XX prácticamente había desaparecido del valle. El dialecto local, una variante del alto-navarro meridional, se ha conservado en los pueblos de la parte alta del valle, como Eugui o Iragui, donde se ha mantenido vivo trasmitiéndose de padres a hijos. En esta zona se concentran la mayor parte de los vascoparlantes de Esteríbar. en la actualidad, el idioma se está recuperando gracias a su promoción y a que las generaciones más jóvenes del valle reciben su enseñanza en el modelo D (en lengua vasca). Según datos de 2001, si bien sólo el 6% de la población del valle tenía como lengua materna el euskera; entre el 25% y el 30% era ya capaz de expresarse en este idioma.

### Deporte
En Zubiri hay un polideportivo municipal.

### Fiestas
El tercer domingo de junio se celebra el Día del Valle de Esteribar. Se trata de una fiesta del conjunto del valle que se celebra anualmente y de forma alternativa en los pueblos de Zubiri, Olloki y Eugui.
El calendario de fiestas patronales del valle es el siguiente:
- 29 de abril. Fiestas de Iroz (San Pedro Mártir).
- 24 de junio. Fiestas de Setoáin (San Juan Bautista).
- Último fin de semana de junio, incluido el viernes. Fiestas de Ilurdotz.
- 3.er fin de semana de julio. Fiestas de Urdániz (San Miguel Arcángel).
- 1.er domingo de agosto. Fiestas de Zubiri (San Esteban).
- 24 de agosto. Fiestas de Saigós (San Bartolomé).
- 1 de septiembre. Fiestas de Agorreta (San Gil Abad).
- 1-4 de septiembre. Fiestas de Eugui (San Gil Abad).
- 1.er domingo de septiembre. Fiestas de Zabaldica (San Esteban).
- 8 de septiembre. Fiestas de Aquerreta, Irure, Larrasoaña, Leránoz, Ostériz y Urtasun (Natividad).
- 14 de septiembre. Fiestas de Ilárraz e Iragui (Santa Cruz).
- 1.er domingo de octubre. Fiestas de Usechi.
- 7 de octubre. Fiestas de Errea.
- Octubre. Fiestas de Sarasíbar (San Nunilo y Alodia).
- 11 de noviembre. Fiestas de Imbuluzqueta y Zuriáin (San Martín).

Además son típicas las romerías a las distintas ermitas del valle:
- Pentecostés. Romería a la ermita del Santo Cristo de Burdindogi, situada en Iragui. Acuden gentes de todo el valle.
- Sábado o domingo más cercano al 9 de mayo (San Gregorio Nacianceno). Romería a la ermita de San Gregorio de Irure.
- 14 de mayo. Los vecinos de Larrasoaña y Sarasíbar acuden a la ermita de San Isidro, situada en Luquin.
- Domingo más cercano al 15 de mayo (San Isidro). Los vecinos de Sarasíbar acuden a la ermita de Basagaiz, situada en el vecino valle de Anué.
- 5 de agosto (Nuestra Señora de las Nieves). Romería a la ermita de Nuestra Señora de las Nieves de Zabaldica.
- Octava de la Ascensión. Romería a la ermita de San Salvador de Imbuluzqueta.
- Domingo más cercano al 14 de septiembre. Romería a la ermita del Santo Cristo de Burdindogi, situada en Iragui. Acuden los del vecino valle de Anué.

En Eugui se celebra cada tres años una Feria de Artesanía Local, que a la muestra de artesanía une exhibiciones de deporte rural vasco, oficios tradicionales y degustaciones gastronómicas.

## Personas célebres
- García de Eugui (siglo XIV-XV): fraile agustino, obispo de Bayona y confesor de los reyes Carlos II y Carlos III de Navarra.
- David Jaime Deán (1887-1949): personalidad republicana navarra.
- Félix Arrarás (1883-1970): eclesiástico y escritor.
- Helena Santesteban (1947): política de Eusko Alkartasuna. Fue alcaldesa de Vera de Bidasoa y parlamentaria navarra (2003-07).
- Faustino Gil Aizkorbe (1948): escultor.
- Fernando Goñi, Goñi III (1973): pelotari.